# Hausen (cráter)
Hausen es un gran cráter de impacto que se encuentra sobre la extremidad sursudoeste de la Luna. La visibilidad de este cráter está significativamente afectada por los efectos de libración, aunque incluso bajo las mejores condiciones solo se ve su borde. Se halla junto al borde occidental de la inmensa planicie amurallada del cráter Bailly. Al noreste aparece el cráter Pingré situado en la cara visible, y al norte se localiza Arrhenius, justo en la cara oculta de la Luna al otro lado de la extremidad lunar.
|  |  |

El borde de este cráter es generalmente circular, con una protuberancia hacia el sur-sureste. La pared interior está aterrazada en sus extremos norte y sur, y es más irregular a lo largo de los flancos oriental y occidental. El borde a lo largo de los flancos este y sureste presenta desplomes, produciendo un borde afilado. No se halla significativamente erosionado o cubierto por otros impactos, con solo un cráter pequeño en el lado suroeste del brocal.
El suelo interior es generalmente nivelado, con mínimas zonas de terreno accidentado. Incluye una formación compleja de picos centrales situados algo al este del punto medio. Esta formación es algo mayor en dirección norte-sur y consta de varias cordilleras separadas por valles. Presenta otro sistema de colinas más baja al sureste del grupo central y de un pequeño grupo de colinas al sur.
Hausen se encuentra al sur de la Mendel-Rydberg Basin, una cuenca de impacto de 630 km de edad del Período Nectárico.

## Cráteres satélite
Los siguientes cráteres han sido renombrados por la UAI:
- Hausen A - Véase Chappe.
- Hausen B - Véase Pilâtre.